# Рейд 2: Негідник
«Рейд 2: Негідник» (індонез. The Raid 2: Berandal — англ. Thug) — американсько-індонезійський кінофільм 2014 року, сценаристом і режисером якого виступив Гарет Еванс, є продовженням картини 2011 року «Рейд».
Фільм був випущений 28 березня 2014 року, головний герой як і в першому фільму офіцер спецназу Рама. Також у фільмі чудово продемонстрований індонезійський бойовий стиль Pencak Silat.

## Сюжет
Сиквел легендарного «Рейда» приймає естафету там, де завершився перший фільм. З трьох поліцейських, що вибралися з кривавого пекла першої частини, в живих залишається тільки офіцер Рама. Звільнившись з спецназу, він пробує почати життя заново, але незабаром минуле жорстоко нагадує про себе - злочинці вбивають його брата. Щоб помститися, він впроваджується в потужний кримінальний синдикат, де швидко піднімається до самих вершин бандитській ієрархії. Ворогів тут ще більше, і кожен невірний крок може виявитися останнім. Тут немає ні близьких, ні друзів, ні любові, ні туги, ні жалості! Тут лише смерть...

## У ролях
| Актор:            | У ролі:                                 |
| ----------------- | --------------------------------------- |
| Іко Ювайс         | Рама                                    |
| Аріфін Путра      | Учо                                     |
| Джулі Естель      | Алісія, дівка з молотками               |
| Яян Рух'ян        | Пракосо                                 |
| Доні Аламсях      | Енді                                    |
| Ока Антара        | Ека                                     |
| Тіо Пакусодево    | Бангун                                  |
| Алекс Аббад       | Беджо                                   |
| Сесеп Аріф Рахман | Убивця, ассасин.                        |
| Вері Трі Юлісман  | Чувак з биткою, брат дівкі з молотками. |
| Рюхей Мацуда      | Кетті                                   |
| Кеніті Енд        | Ґото                                    |
| Кадзуки Китамура  | Рюіті                                   |
| Чок Сімбара       | Буневар                                 |
| Рой Мартен        | Реза                                    |
| Теґар Сатрія      | Бово                                    |

## Продовження
19 квітня 2014 року під час інтерв'ю з Metro, директор Гарет Еванс сказав, що уже ведеться робота над продовженням, яку він планує зняти протягом двох або трьох років. Рейд 3 запланований на 2018 або 2019 рік.